# Michelle Rodríguez
Mayte Michelle Rodríguez (San Antonio (Texas), 12 juli 1978) is een Amerikaanse filmactrice. Zij won voor haar hoofdrol in het sportdrama Girlfight (2000) onder meer de Film Independent Spirit Award voor beste debuut en een National Board of Review Award voor beste vrouwelijke doorbraak. Daarnaast won ze in 2006 een Screen Actors Guild Award samen met de gehele cast van de televisieserie Lost.

## Biografie
Rodríguez werd geboren in Texas als dochter van een Puerto Ricaanse vader en een Dominicaanse moeder. Op 8-jarige leeftijd verhuisde ze naar de Dominicaanse Republiek, waar ze twee jaar verbleef voordat ze zich vestigde in Puerto Rico. Vervolgens verhuisde ze naar New Jersey, waar ze het grootste deel van haar jeugd doorbracht. Rodríguez heeft twee oudere broers, die eraan bijdroegen dat ze weinig stereotiepe meisjeshobby's had. Zo beoefende ze aikido en karate. Een tijd was ze Jehova's getuige.
Eind jaren 90 kreeg Rodríguez interesse in het acteervak en volgde ze verschillende workshops. Ze was figurante in de films Summer of Sam en Cradle Will Rock. Haar eerste hoofdrol kreeg ze in de film Girlfight. Daarin werd ze opgemerkt door Vin Diesel, die ervoor zorgde dat Rodríguez een rol kreeg in The Fast and the Furious. Rodríguez speelde hetzelfde personage ook in verschillende vervolgen. Kort na het eerste deel speelde ze in de film Blue Crush, die gefilmd werd op Hawaï, een van haar lievelingsplaatsen.
Rodríguez werd in 2005 gecast voor de rol van Ana-Lucia Cortez in de Amerikaanse televisieserie Lost. Na 24 afleveringen werd ze in 2006 uit de serie geschreven. In 2008 werd ze teruggehaald voor een gastoptreden van één aflevering. Lost werd eveneens gefilmd op Hawaï.

## Filmografie
*Exclusief televisiefilms
- Dungeons & Dragons: Honor Among Thieves - Holga Kilgore (2023)
- The Fast and the Furious - Leticia 'Letty' Ortiz:
  - F9 (ook bekend als Fast & Furious 9) (2021)
  - The Fate of the Furious (ook bekend als Fast & Furious 8) (2017)
  - Furious 7 (ook bekend als Fast & Furious 7) (2015)
  - Fast & Furious 6 (2013)
  - Fast Five (2011)
  - Fast & Furious (2009)
  - The Fast and the Furious (2001)

- Machete - Luz/Shé:
  - Machete Kills (2013)
  - Machete (2010)

- Resident Evil - Rain Ocampo:
  - Resident Evil: Retribution (2012)
  - Resident Evil (2002)

- Crisis - Supervisor Garrett (2021)
- She Dies Tomorrow - Sky (2020)
- Alita: Battle Angel - Gelda (2019)
- Widows - Linda (2018)
- Smurfs: The Lost Village - Smurfstorm (2017, stem)
- The Assignment - Frank Kitchen / Tomboy (2016)
- Milton's Secret - Ms. Ferguson (2016)
- Turbo - Paz (2013, stem)
- InAPPropriate Comedy - Harriet (2013)
- Blacktino - Charlotte Foster Jane (2011)
- Battle: Los Angeles - Korporaal Adriana Santos (2011)
- Trópico de Sangre - Minerva Mirabal (2009)
- Avatar - Trudy Chacon (2009)
- A Cat's Tale - Jujube  (2008, stem)
- Gardens of the Night - Lucy (2008)
- Battle in Seattle - Lou (2007)
- The Breed - Nicki (2006)
- BloodRayne - Katarin (2005)
- Control - Teresa (2004)
- S.W.A.T. - Chris Sanchez (2003)
- Blue Crush - Eden (2002)
- 3 A.M. - Salgado (2001)
- Girlfight - Diana Guzman (2000)

## Televisieseries
*Exclusief eenmalige gastrollen
- Lost - Ana Lucia Cortez (2005-2010, 26 afleveringen)

## Trivia
- Rodríguez is vegetariër.
- In 2005 kwam Rodríguez in het nieuws doordat ze te hard reed op Hawaï, waar ze was voor opnames van Lost. Daar werd ze tot drie keer toe achter het stuur vandaan gehaald, zowel vanwege dronkenschap als vanwege hard rijden.
- Rodríguez sprak stemmen in voor de computergames True Crime: Streets of LA, Driv3r, Halo2, Avatar: The Game en Call of Duty: Black Ops II.

- Biblioteca Nacional de España: XX1603959
- Bibliothèque nationale de France: cb14221622p (data)
- Gemeinsame Normdatei: 14210583X
- International Standard Name Identifier: 0000 0000 7139 3797
- Library of Congress Control Number: no2001052247
- MusicBrainz: 077bebfb-5a64-4da9-b4b8-8fdf776a615a
- Nationale Bibliotheek van Tsjechië: xx0144850
- Nationale Bibliotheek van Israël: 987007437979105171
- Nationale Bibliotheek van Polen: a0000001907100
- Nederlandse Thesaurus van Auteursnamen: 23481599X
- SNAC: w6zw47rr
- Système universitaire de documentation: 133636100
- Virtual International Authority File: 10060342
- WorldCat: E39PBJqw3f3YYx8KV6vQ3khbVC